# Odynerus lindenii
Odynerus lindenii är en stekelart som beskrevs av Amédée Louis Michel Lepeletier 1841. Odynerus lindenii ingår i släktet lergetingar, och familjen Eumenidae. Inga underarter finns listade i Catalogue of Life.